# Steve Cunningham
Steven Ormain Cunningham (Filadélfia, 15 de julho de 1976) é um pugilista americano, que foi campeão mundial dos cruzadores pela Federação Internacional de Boxe.

## Biografia
Antes de começar sua vida no boxe, Cunnigham prestou serviços à Marinha dos Estados Unidos, a bordo dos Porta-aviões USS America e USS Enterprise, razão esta do motivo de seu apelido nas arenas de boxe ser "USS".
Como um boxeador amador, entre 1998 e 2000, Cunningham teve boas participações em diversas competições, com destaque para sua conquista da medalha de ouro no torneio National Golden Gloves de 1998.
Iniciando sua carreira profissional no boxe, em outubro de 2000, Cunningham emplacou uma série de 19 vitórias consecutivas, antes de encontrar pelo seu caminho o polonês Krzysztof Włodarczyk.
Lutando pelo título vago de campeão mundial dos cruzadores da Federação Internacional de Boxe, em novembro de 2006, Cunningham subiu ao ringue contra Włodarczyk, em Varsóvia, diante de uma torcida toda a favor de seu oponente. Programada para doze assaltos, a luta chegou ao seu fim sem um nocaute, de modo que seu resultado foi para a contagem de pontos dos jurados, que em uma decisão dividida consignaram a vitória para o polonês.
Uma revanche entre Cunningham e Włodarczyk se sucedeu seis meses mais tarde, em maio de 2007, quando novamente foram lutados os doze assaltos previstos. Porém, ao contrário do que ocorrera anteriormente, o vencedor nos pontos desta luta foi Cunningham, em uma decisão majoritária dos jurados, que transferiu o cinturão de Wlodarczyk para Cunningham.
Uma vez campeão mundial dos cruzadores da Federação Internacional de Boxe, Cunningham conseguiu defender seu cinturão contra o pugilista alemão Marco Huck, em dezembro de 2007. No entanto, em sua segunda tentativa de defesa de título, ocorrida em dezembro de 2008, Cunnigham fracassou diante do polonês Tomasz Adamek.
Após sua derrota para Adamek, Cunningham obteve uma vitória contra o ex-campeão mundial dos cruzadores Wayne Braithwaite, em julho de 2009. Enquanto isso, Adamek fazia sua última defesa de título, visto que poucos meses depois abdicaria de seu cinturão dos cruzadores, a fim de se tornar um campeão dos pesos-pesados. 
Desta forma, em junho de 2010, Cunningham subiu ao ringue contra Troy Ross, em uma disputa pelo título deixado vago por Adamek. Em uma luta de resultado bastante controvertido, Cunningham foi declarado vencedor pelo árbitro, que interrompeu a luta antes do início do quinto assalto, em virtude de um corte no supercílio direito de Ross.
Depois de ter reconquistado seu antigo título de campeão mundial dos cruzadores da Federação Internacional de Boxe, Cunningham defendeu seu cinturão com sucesso contra o sérvio Enad Licina, em fevereiro de 2011. Contudo, meses mais tarde, em outubro de 2011, Cunningham acabou perdendo seu título mundial para o cubano Yoan Pablo Hernández.

## Ligações internas
- Lista dos campeões mundiais de boxe dos cruzadores